# Coppa Italia 2020-2021 (pallamano femminile)
La Coppa Italia di pallamano 2020-2021 è stata la 30ª edizione della coppa nazionale di pallamano femminile. Si disputa dal 12 al 14 febbraio 2021. L'Oderzo ha vinto per la prima volta la competizione, dopo aver battuto in finale il PDO Salerno.

## Formula
Il torneo si disputa con la formula delle Final Six. Le squadre ammesse sono le prime sei classificate al termine del girone d'andata della Serie A 2020-2021. Qualora la società ospitante non rientrasse fra le prime sei classificate, saranno qualificate alla competizione solo le prime cinque.
Le prime due squadre classificate al termine del girone d'andata sono già qualificate per le semifinali, mentre dalla terza alla sesta classificata si giocheranno il passaggio del turno in gara secca.
La vincitrice della manifestazione si aggiudica un posto in EHF European Cup per la stagione successiva. Nel caso la vincitrice si sia già qualificata per qualsiasi coppa europea durante il campionato, la qualificazione viene assegnata alla finalista.

## Squadre partecipanti
- Prima classificata: PDO Salerno
- Seconda classificata: Oderzo
- Terza classificata: Brixen Südtirol
- Quarta classificata: Erice
- Quinta classificata: Pontinia
- Sesta classificata: Mestrino

## Arbitri e commissari
Nell'ambito del weekend di Final di Coppa Italia maschile e femminile sono state designate 8 coppie arbitrali, coadiuvate da altrettanti commissari.

### Arbitri
| Arbitro           | Città                    | Arbitro            | Città          |
| ----------------- | ------------------------ | ------------------ | -------------- |
| Francesco Simone  | Altamura (BA)            | Piero Monitillo    | Altamura (BA)  |
| Marco Di Domenico | Merano (BZ)              | Lorenzo Fornasier  | Merano (BZ)    |
| Carlo Dionisi     | L'Aquila                 | Stefano Maccarone  | L'Aquila       |
| Ciro Cardone      | Napoli                   | Luciano Cardone    | Napoli         |
| Stefano Riello    | Torri di Quartesolo (VI) | Niccolò Panetta    | Perinaldo (IM) |
| Angelo Castagnino | Siracusa                 | Sebastiano Manuele | Siracusa       |
| Alex Passeri      | Pescara                  | Stefano Rinaldi    | Pescara        |
| Carmen Onnis      | Sassari                  | Andrea Pepe        | Sassari        |

### Commissari
| Commissario         | Città                |
| ------------------- | -------------------- |
| Vincenzo Ardente    | Porto Empedocle (AG) |
| Pierluigi Boscia    | Napoli               |
| Vincenzo Chiarello  | Palermo              |
| Andrea Cioni        | Bologna              |
| Riccardo Cozzula    | Sassari              |
| Dario Fabbian       | Gallarate (VA)       |
| Giuseppe Nasca      | Sassari              |
| Leandro Pietraforte | Napoli               |

## Risultati

### Tabellone
|  | Quarti di finale | Quarti di finale | Quarti di finale |  |  | Semifinale | Semifinale   | Semifinale |  |  | Finale          | Finale          | Finale          |
|  |                  |                  |                  |  |  |            |              |            |  |  |                 |                 |                 |
|  |                  |                  |                  |  |  | 1          | PDO Salerno  | 28         |  |  |                 |                 |                 |
|  | 4                | Erice            | 32               |  |  | 4          | Erice        | 22         |  |  |                 |                 |                 |
|  | 5                | Pontinia         | 25               |  |  |            |              |            |  |  | 1               | PDO Salerno     | 20              |
|  |                  |                  |                  |  |  |            |              |            |  |  | 2               | Oderzo          | 30              |
|  |                  |                  |                  |  |  | 2          | Oderzo (dtr) | 28         |  |  |                 |                 |                 |
|  | 3                | Brixen Südtirol  | 20               |  |  | 6          | Mestrino     | 27         |  |  | Finale 3° posto | Finale 3° posto | Finale 3° posto |
|  | 6                | Mestrino         | 22               |  |  |            |              |            |  |  | 4               | Erice           | 35              |
|  |                  |                  |                  |  |  |            |              |            |  |  | 6               | Mestrino        | 28              |

### Quarti di finale
| Arbitro: | Passeri, Rinaldi (Pescara) |

|          |           |              |
| Hilber 6 | Marcatori | Stefanelli 8 |

| Arbitro: | Onnis, Pepe (Sassari) |

|           |           |           |
| Coppola 9 | Marcatori | Barbosu 5 |

### Semifinali
| Arbitro: | Simone, Monitillo (Altamura) |

|                    |           |              |
| Di Pietro, Duran 9 | Marcatori | Stefanelli 7 |

| Arbitri: | Riello (Torri di Quartesolo) Panetta (Perinaldo) |

|                           |           |           |
| De Santis, Krnić, Romeo 5 | Marcatori | Perazić 6 |

### Finale 3º posto
| Arbitro: | Passeri, Rinaldi (Pescara) |

|              |           |           |
| Stefanelli 7 | Marcatori | Tisato 10 |

### Finale
| Arbitro: | Di Domenico, Fornasier (Merano) |

|          |           |              |
| Duran 14 | Marcatori | Manojlovic 6 |